# PC輸送システムズ
PC輸送システムズ（ロシア語: ПК Транспортные системы）は、ロシア連邦・モスクワに本社を置く有限会社。地元のモスクワ市電を始めとするロシア連邦各地に向けて、路面電車車両などの公共交通用輸送機器の開発・製造・販売を手掛けている。

## 概要
PC輸送システムズのルーツは、旧ソビエト連邦時代から多数の路面電車車両を生産していたウスチ＝カタフ車両工場（УКВЗ）が2002年に開発を発表した、車内に段差が存在しない100％低床構造の新型電車・71-625に遡る。様々な事情で開発は2010年代まで延期されたが、この新型電車開発に必要な回転軸を有する低床車体向けボギー台車の特許が移管されていたウスチ＝カタフ車両工場商社（Торговым домом УКВЗ）の設計の元、2013年以降ロシア連邦の各都市に向けて製造が始まる予定であった。だが、ウスチ＝カタフ車両工場側が不利益になる契約内容を始めとする問題が噴出した事で両社は対立し、2014年にウスチ＝カタフ車両工場は商社との契約を解除した。それを受け、商社の創設者の1人であるフェリックス・ヴィノクロフ（Феликс Винокур）がボギー台車の特許を活かす形で新たに設立したのがPC輸送システムズである。
PC輸送システムズは3箇所に生産拠点を設けており、そのうちサンクトペテルブルクではネフスキー電気輸送工場（Невский завод электрического транспорта）、トヴェリではトヴェリ車両工場（Тверской вагоностроительный завод）と業務提携を結んだ上で両社の工場施設を用いる形で生産を実施している。認可が下りた2015年からロシア連邦各地に向けて超低床路面電車やノンステップトロリーバス、電気バスの量産が始まり、2016年にはモスクワ市電向けに300両・総額560億ルーブルという大型案件の獲得にも成功している。新技術の導入にも積極的に参加しており、2019年からはロシア連邦のソフトウェア企業であるコグネティブ・テクノロジー（Cognitive Technologies）と共同で自動運転システムを搭載した路面電車車両の開発を始めており、2021年から2022年にロシアや海外市場へ向けた商品化を目指している。
また、路面電車車両以外にも電気を用いた輸送用機器の開発にも取り組んでおり、2023年現在電気バスの"パイオニア"（Пионер）、トロリーバスの"アドミラル"（Адмирал）が展開されている。これらの車両の生産については、トロリーバスメーカーのトロルザ（Тролза）がエンゲリスに有していたものを子会社のエンゲリス電気輸送工場（Энгельсский завод электрического транспорта）が買収した工場で主に実施されている。

## 主要製品

### 路面電車
| 形式     | 愛称                                   | 編成           | 全長     | 着席定員 | 最大定員          | 最大定員          | 備考・参考                                 |
| 形式     | 愛称                                   | 編成           | 全長     | 着席定員 | 乗車密度 5人/m2時 | 乗車密度 8人/m2時 | 備考・参考                                 |
| -------- | -------------------------------------- | -------------- | -------- | -------- | ----------------- | ----------------- | ------------------------------------------ |
| 71-911   | シティスター (CityStar) «Сити Стар»    | 単車(ボギー車) | 16,500mm | 33人     | 119人             | 170人             | 軌間1,524mm(広軌)用                        |
| 71-911E  | シティスター (CityStar) «Сити Стар»    | 単車(ボギー車) | 16,500mm | 33人     | 119人             | 170人             | 軌間1,435mm(標準軌)用                      |
| 71-911EM | ライオネット (Lionet) «Львенок»        | 単車(ボギー車) | 16,700mm | 34人     | 111人             | 155人             | "シティスター"(71-911)の改良型             |
| 71-922   | ヴァリャーグ (Varangian) «Варяг»       | 3車体連接車    | 21,420mm | 38人     | 123人             | 196人             | [ 3 ] [ 21 ] [ 22 ]                        |
| 71-923   | ボガトィーリ (Bogatyr) «Богатырь»      | 2車体連接車    | 19,000mm | 34人     | 131人             | 184人             | [ 3 ] [ 23 ] [ 24 ]                        |
| 71-923M  | ボガトィーリM (Bogatyr M) «Богатырь М» | 2車体連接車    | 19,405mm | 45(49)人 | 138人             | 193人             | "ボガトィーリ"(71-923)の改良型             |
| 71-931   | ヴィチャズ (Vityaz) «Витязь»           | 3車体連接車    | 27,000mm | 53人     | 220人             | 320人             | [ 26 ]                                     |
| 71-931M  | ヴィチャズM (Vityaz M) «Витязь-М»      | 3車体連接車    | 27,500mm | 60人     | 185人             | 265人             | "ヴィチャズ"(71-931)の改良型               |
| 71-932   | ネフスキー «Невский»                   | 3車体連接車    | 27,100mm | 52人     | 205人             | 247人             | サンクトペテルブルク市電向け車両、両運転台 |
| 71-934   | ライオン (Lion) «Лев»                  | 3車体連接車    | 34,700mm | 70人     | 265人             | 382人             | [ 31 ] [ 32 ]                              |
| 71-921   | コルセア (Corsair) «Корсар»            | 2車体連接車    | ？       | ？       | ？                | ？                | 軌間1,000mm(狭軌)用                        |
| 71-952   | ヴォイヴォダ (Vojevoda) «Воевода»      | 5車体連接車    | 37,500mm | 72人     | 328人             | 400人             | 両運転台                                   |

### バス
| 愛称                           | 車種         | 全長     | 着席定員 | 最大定員 | 備考・参考                       |
| ------------------------------ | ------------ | -------- | -------- | -------- | -------------------------------- |
| パイオニア (Pioneer) «Пионер»  | 電気バス     | 11,715mm | 29人     | 85人     | 充電池を搭載したトレーラーを連結 |
| アドミラル (Admiral) «Адмирал» | トロリーバス | 12,920mm | 25人     | 100人    | [ 41 ] [ 42 ]                    |

## ギャラリー

### 路面電車車両

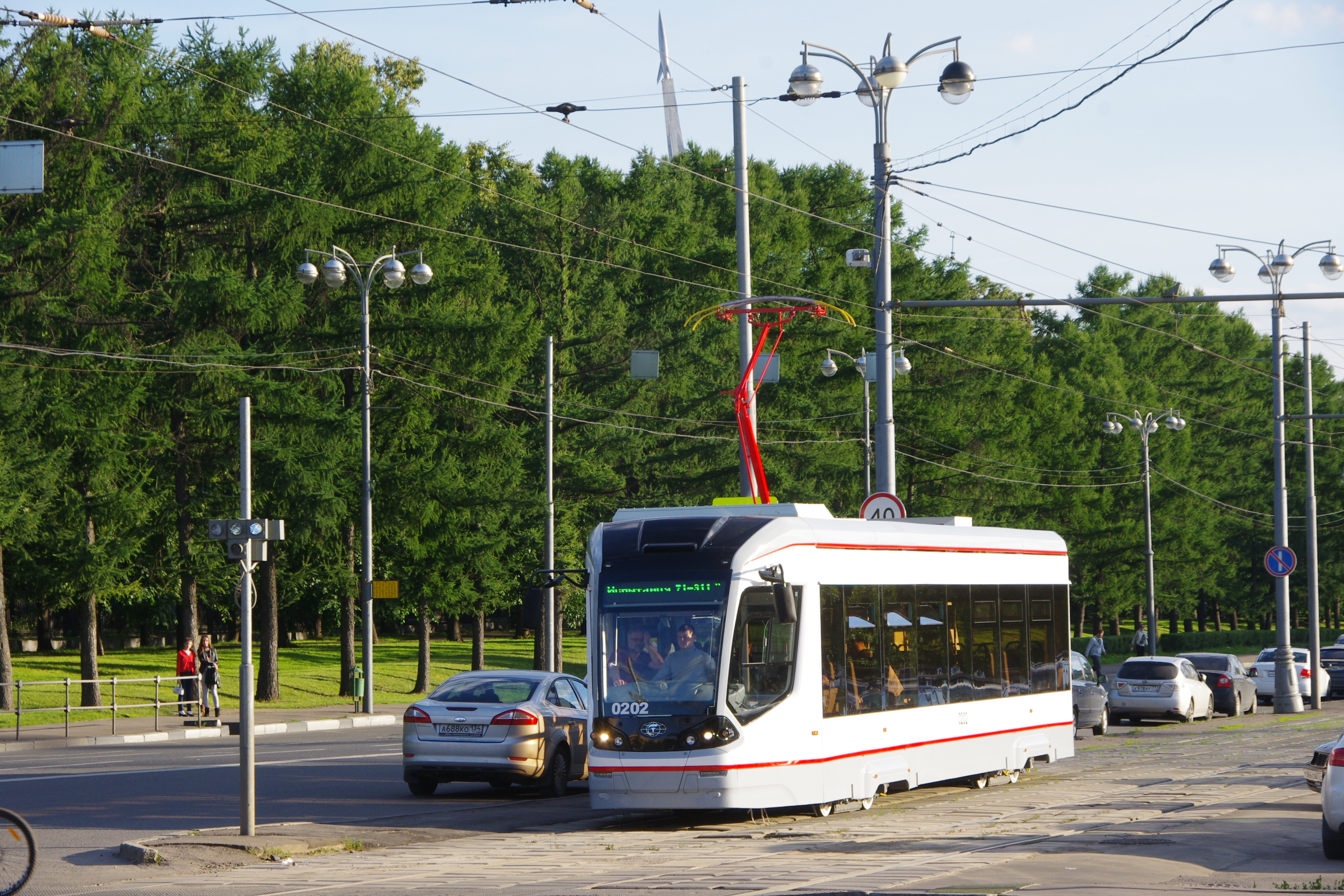
71-911 "シティスター"
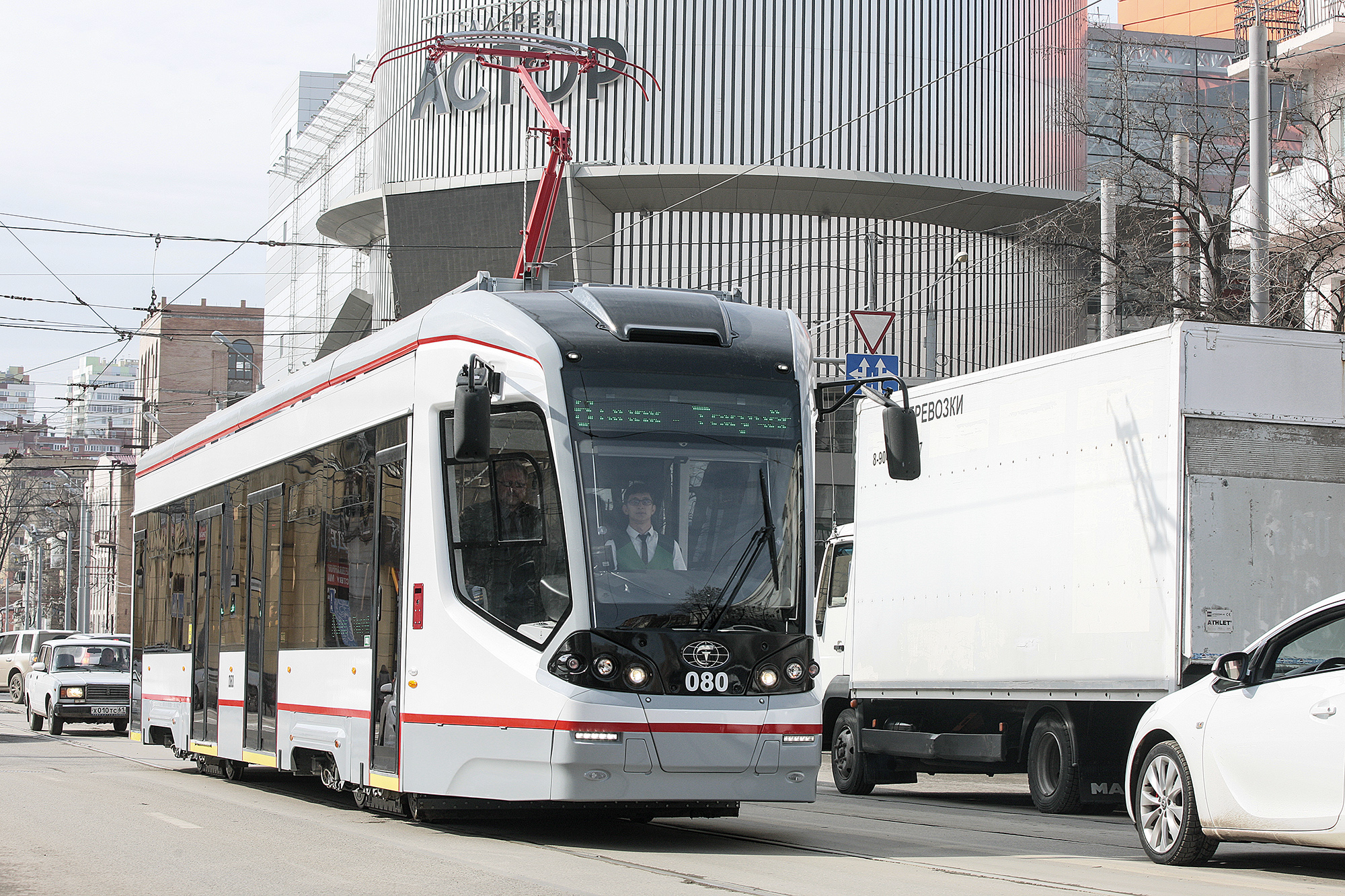
71-911E "シティスター"
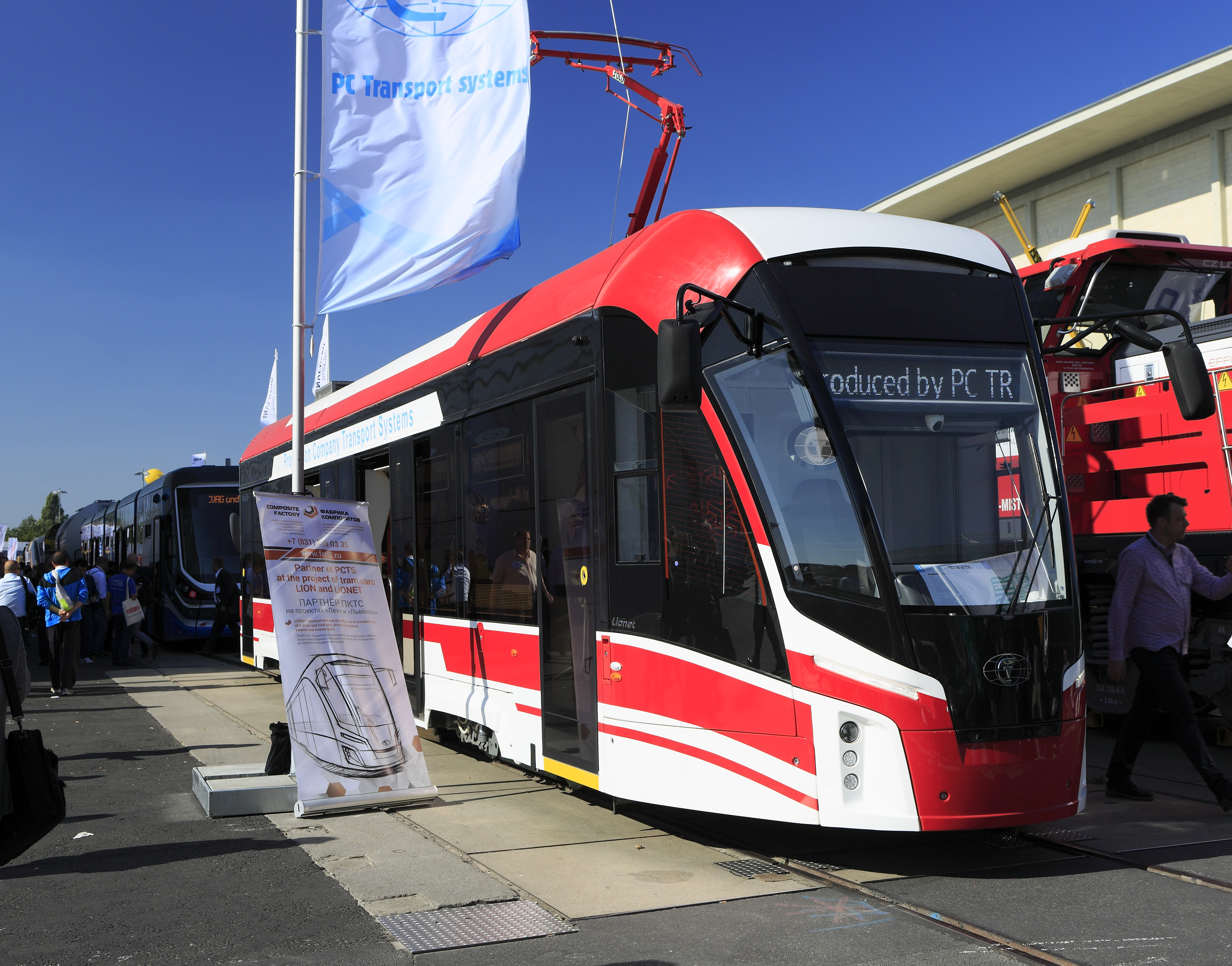
71-911EM "ライオネット"
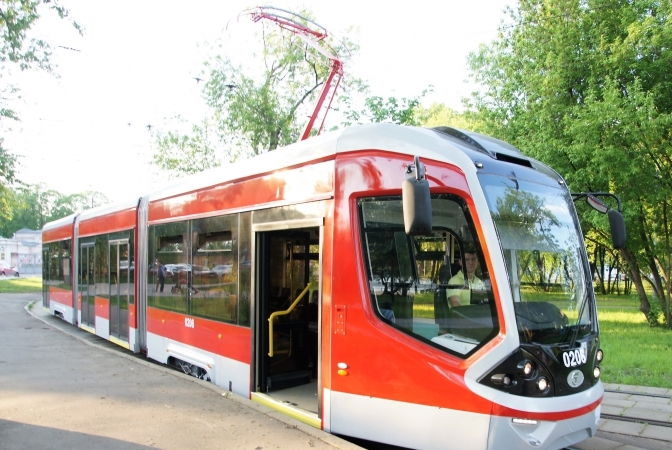
71-922 "ヴァリャーグ"
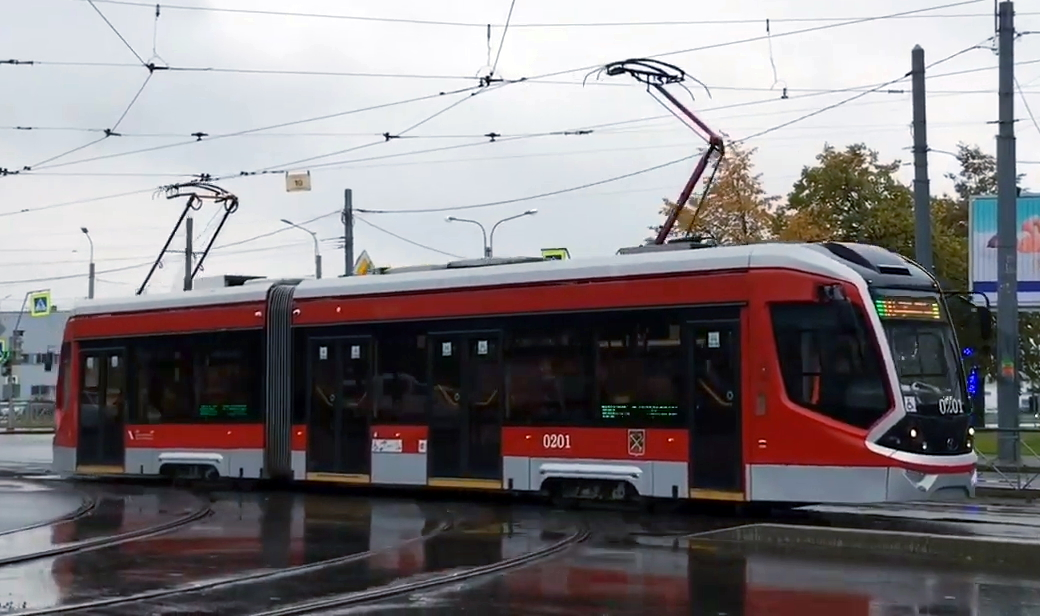
71-923 "ボガトィーリ"
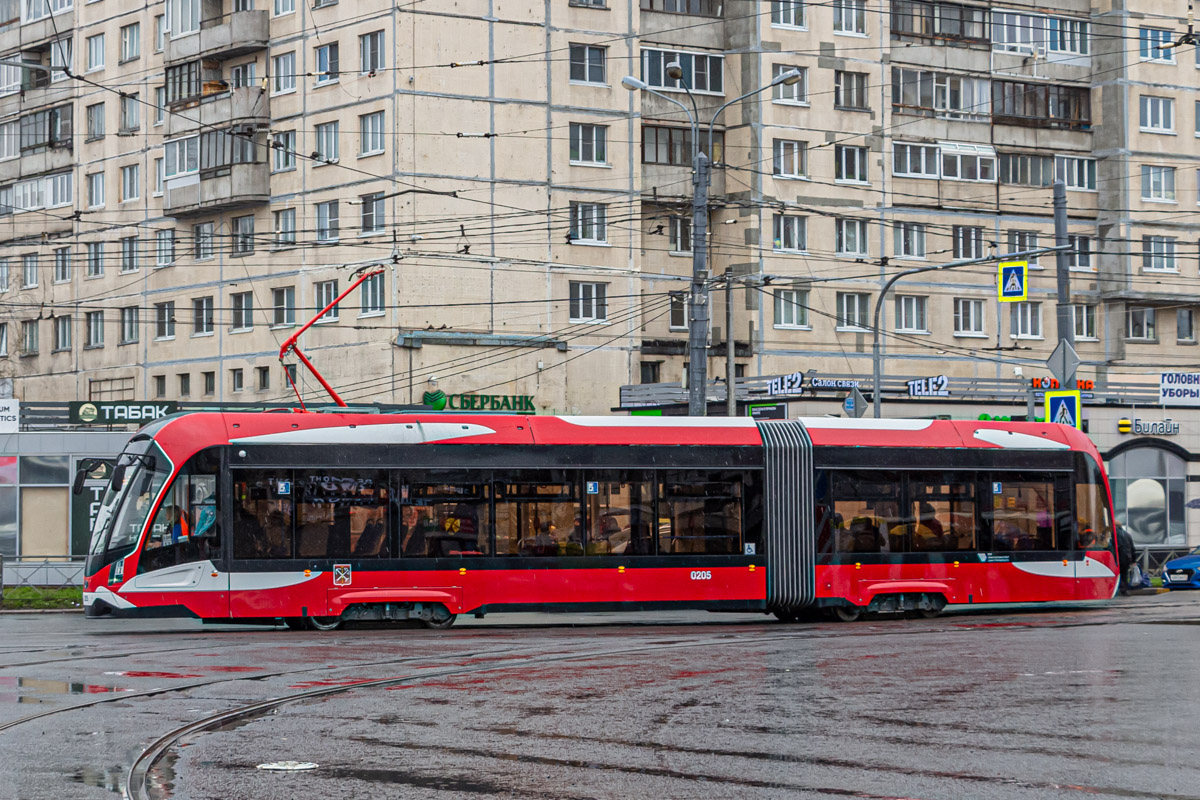
71-923M "ボガトィーリM"
71-931 "ヴィチャズ"
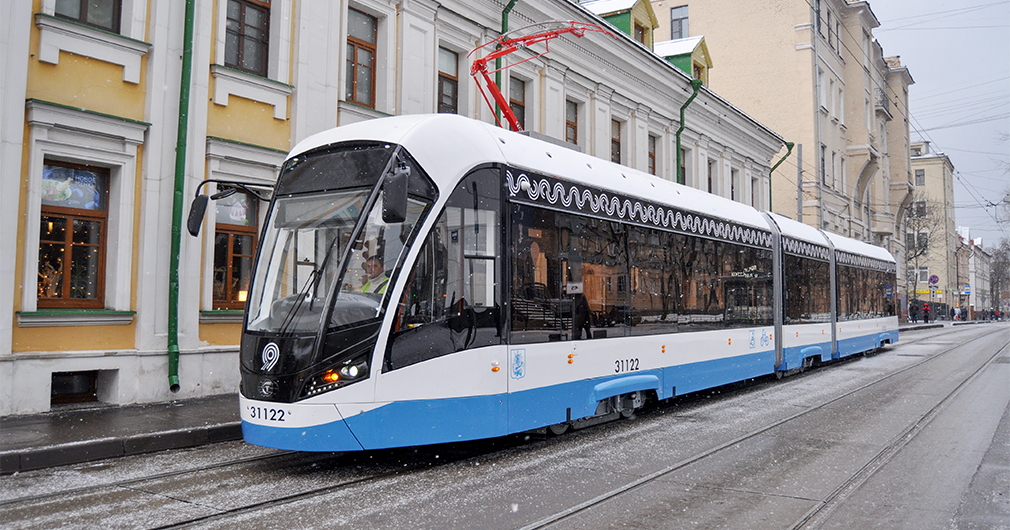
71-931M "ヴィチャズM"
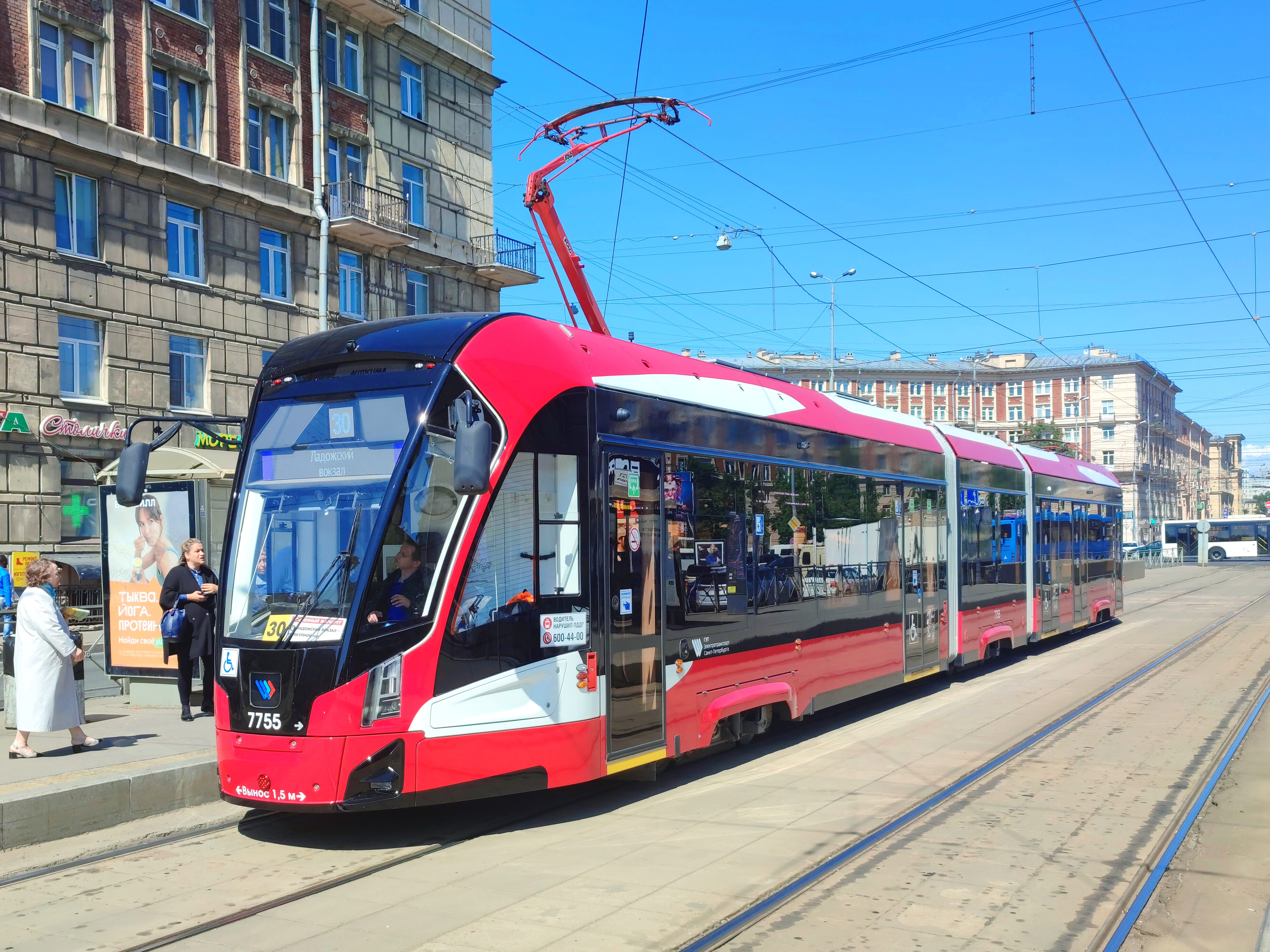
71-932 "ネフスキー"
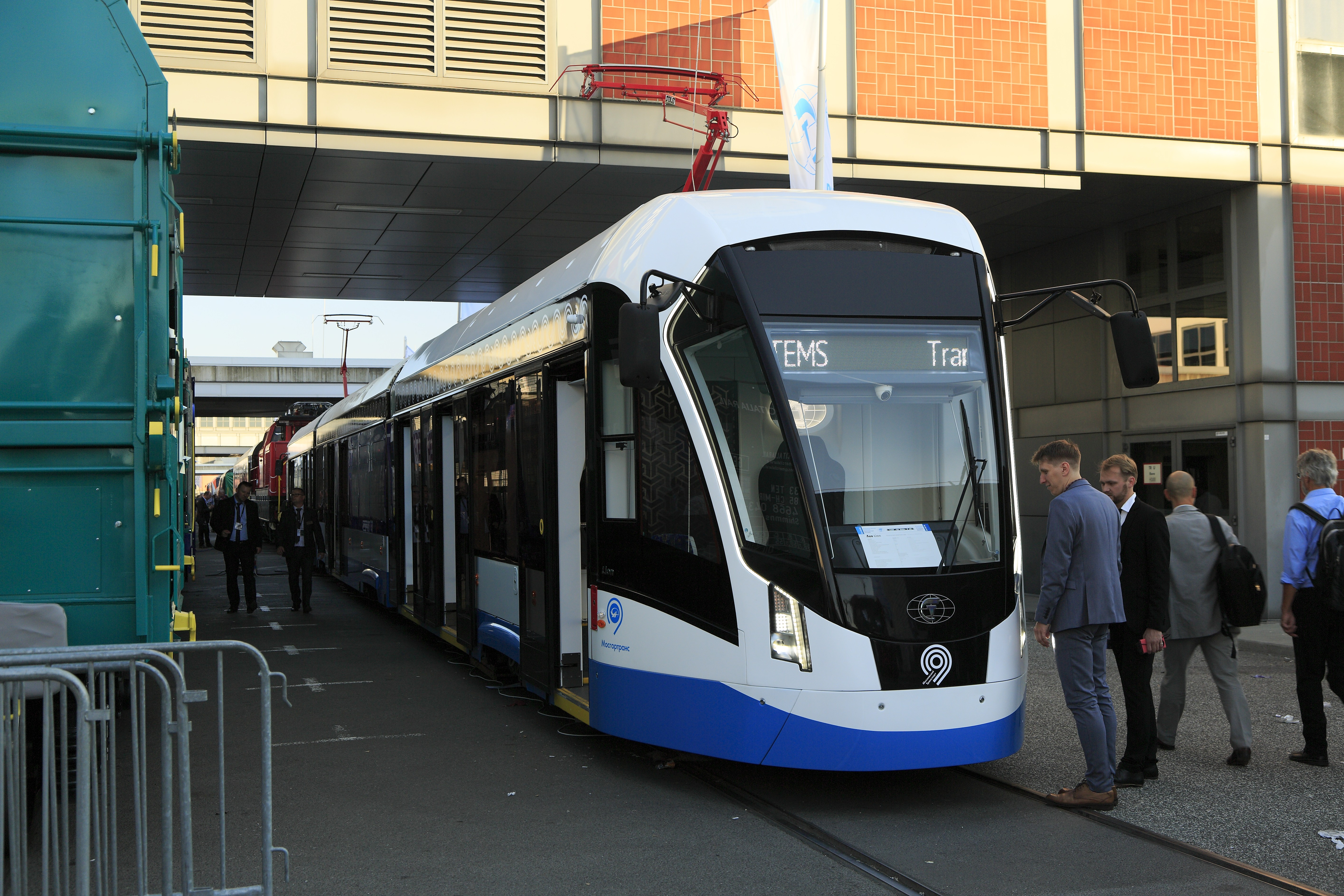
71-934 "ライオン"
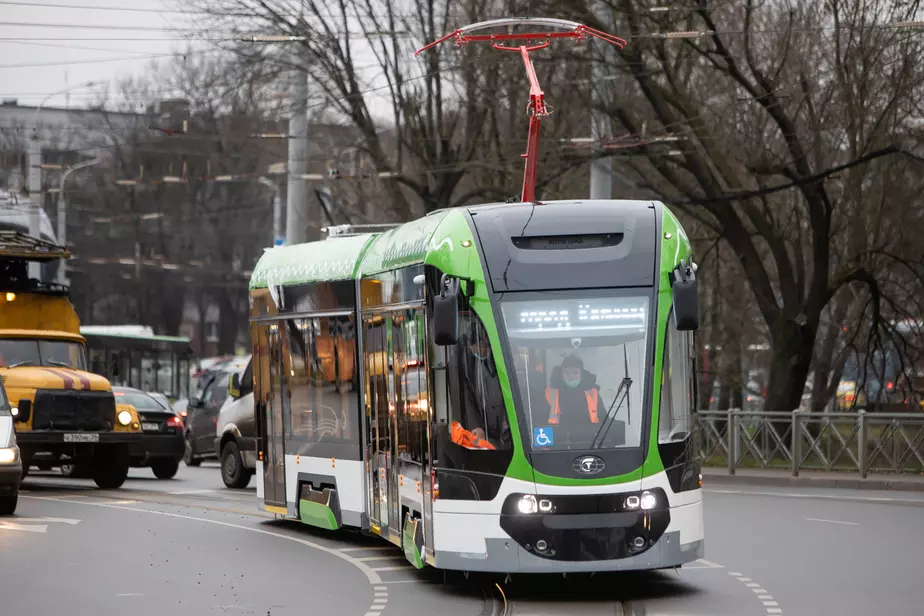
71-921 "コルセア"

### その他

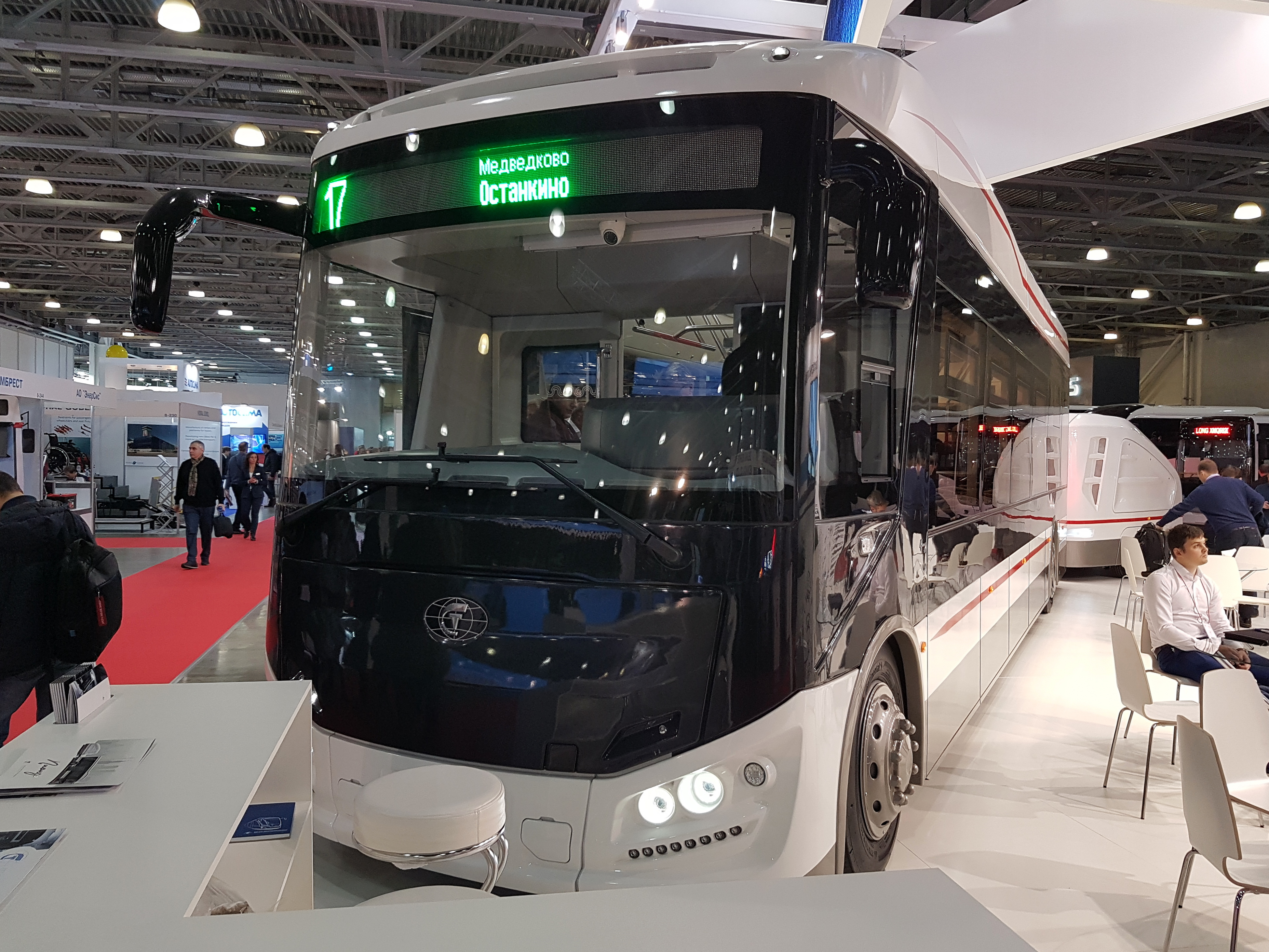
"パイオニア"（パイオニア-6218）
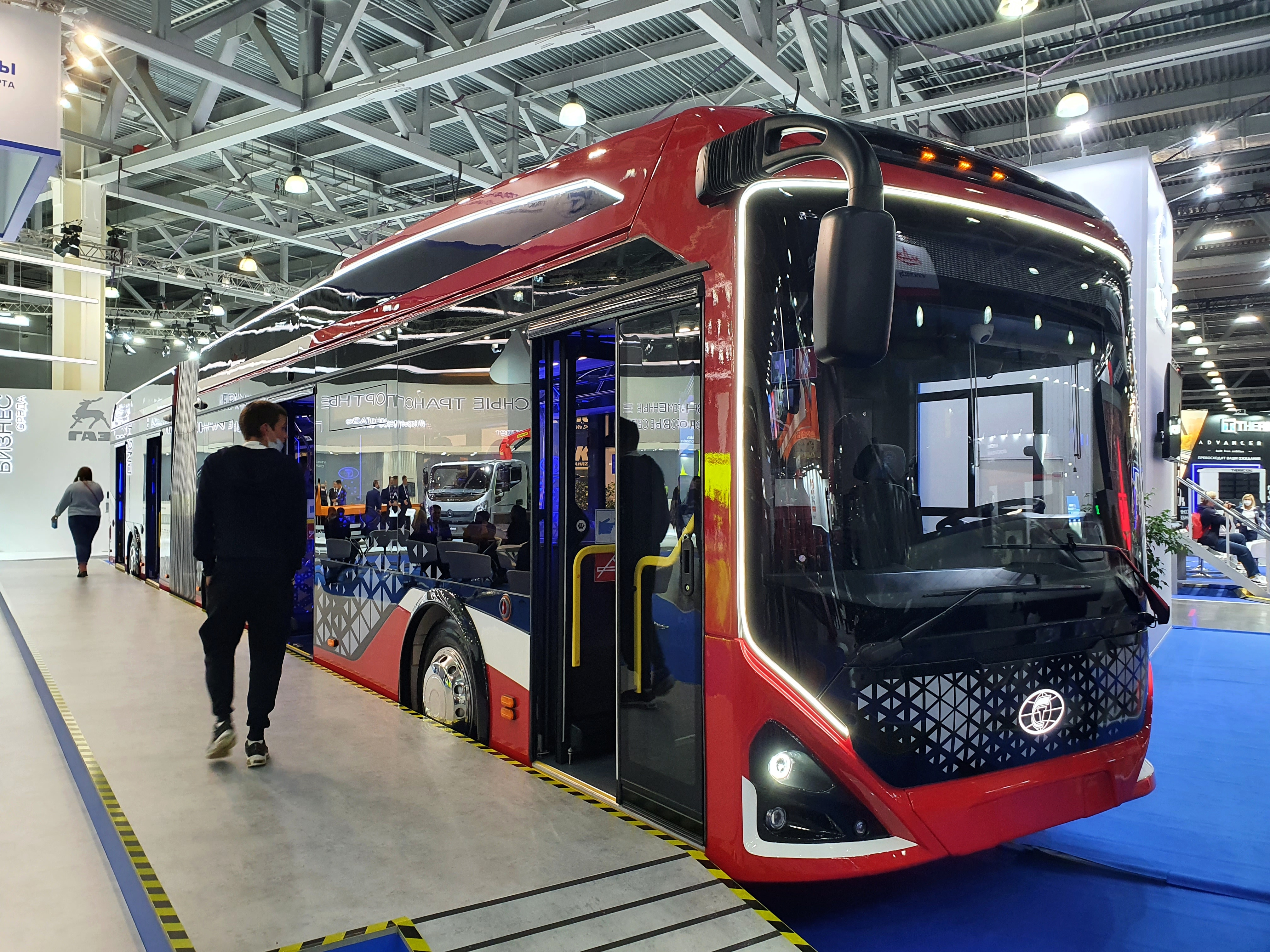
"パイオニア"（パイオニア-6245）
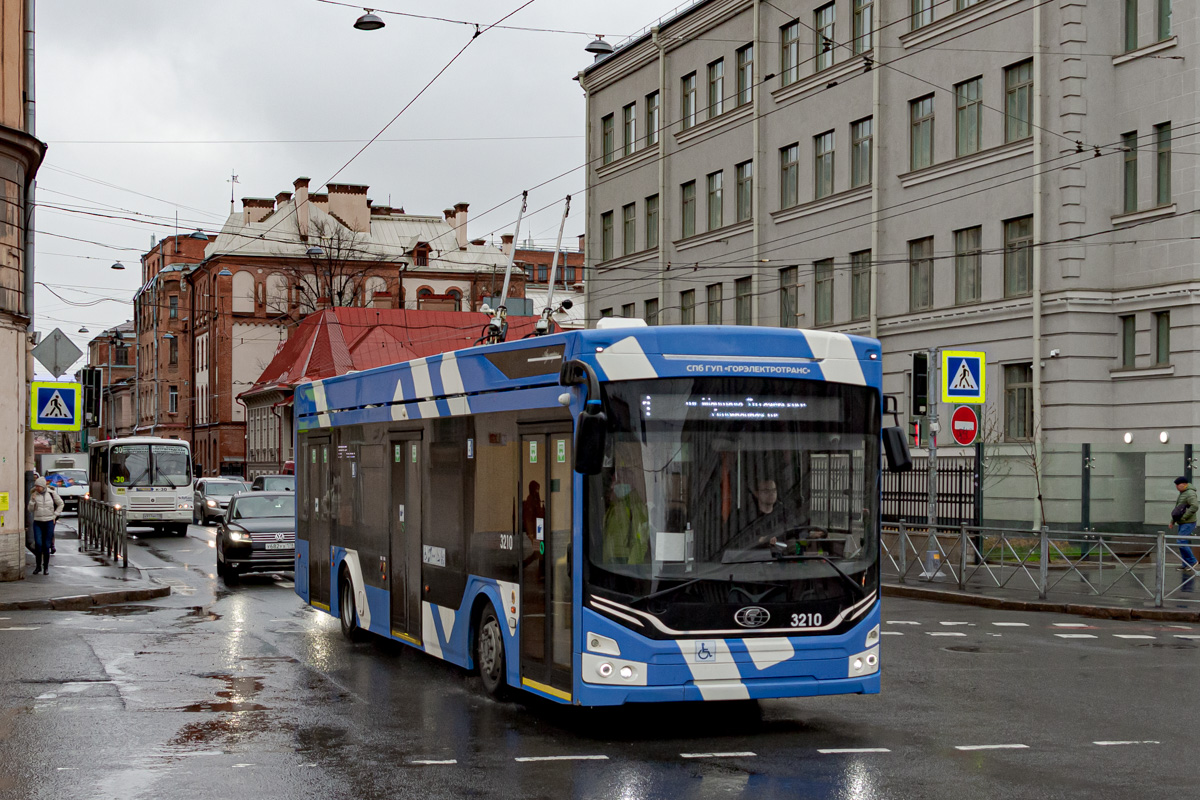
"アドミラル"